# Atlas Shrugged: Part I
Atlas Shrugged: Part I is een Amerikaanse film uit 2011 gebaseerd op het boek Atlas Shrugged van Ayn Rand. De film ontving slechte recensies en wist maar 4 miljoen dollar binnen te halen terwijl het een budget had van 20 miljoen dollar. Ondanks dit alles kwam er in 2012 een vervolgfilm uit.

## Rolverdeling
- Taylor Schilling - Dagny Taggart
- Grant Bowler - Henry "Hank" Rearden
- Matthew Marsden - James Taggart
- Graham Beckel - Ellis Wyatt
- Edi Gathegi - Edwin "Eddie" Willers